# Jonathan Knight
Jonathan Rashleigh Knight (Worcester, 29 de novembro de 1968) é um cantor americano.

## Biografia
É irmão mais velho de Jordan Knight, ambos integram o grupo New Kids on the Block, sucesso nos anos 80 e agora nas paradas com o álbum "The Block", que marca a volta do grupo após 15 anos afastado dos palcos. Na vida amorosa, se envolveu com as cantoras Tiffany e Debbie Gibson, mas sempre foi considerado o mais tímido do grupo. Foi o primeiro a largar o New Kids em 1994, alegando sofrer de síndrome do pânico. Logo após o tratamento passou a trabalhar no mercado imobiliário e depois a empresariar o irmão Jordan na carreira solo, e agora está de volta aos 45 anos. Mora em Essex, Massachussets.
Jonathan demonstrava ser o mais reservado e discreto integrante do grupo e teve poucos namoros revelados pela imprensa. Quando em 2009 um modelo brasileiro afirmou em uma edição da revista “National Enquirer” ter namorado durante 18 meses Jonathan Knight integrante do “New Kids on the Block”. Na ocasião, o jovem afirmou: “Tivemos uma relação maravilhosa. Estava apaixonado por ele e acredito que ele por mim". Na época, Jonathan não comentou o assunto publicamente. Até que em 2011 a cantora Tifanny deixou escapar que Jonathan Knight revelou-se homossexual após seu namoro com ela. Os dois namoraram na década de 90 e a citação ocorreu no programa da Whatch What Happens Live, da TV americana Bravo. Diante dessa situação, o integrante da banda aproveitou a oportunidade para se assumir publicamente.
Em seu blog pessoal, em área restrita, Jonathan Knight deixou uma mensagem afirmando que esta é a primeira vez que toca no assunto publicamente, mas que já tinha se assumido em sua vida privada há 20 anos, no auge do sucesso do grupo.